# Michael Hjälm
Peter Michael Hjälm (* 23. März 1963 in Södertälje) ist ein ehemaliger schwedischer Eishockeyspieler und jetziger -trainer. 

## Karriere
Michael Hjälm begann seine Karriere als Eishockeyspieler bei MODO Hockey, für dessen Profimannschaft er von 1981 bis 1984 in der Elitserien, der höchsten schwedischen Spielklasse, aktiv war. Anschließend wechselte der Angreifer zu IF Björklöven, mit dem er in der Saison 1986/87 den schwedischen Meistertitel gewann. Im Anschluss an diesen Erfolg kehrte er zu MODO Hockey zurück, für das er weitere vier Jahre in der Elitserien verbrachte. Zur Saison 1991/92 schloss sich der zweifache Olympiateilnehmer dem Rögle BK aus der zweitklassigen Division 1 an. Mit der Mannschaft erreichte er auf Anhieb den Aufstieg in die Elitserien. Nachdem er mit Rögle in der Saison 1995/96 den Abstieg in die Division 1 hinnehmen musste, beendete er seine Karriere im Alter von 33 Jahren. 
Zwischen 2008 und 2012 war Hjälm als Trainer im Nachwuchsbereich von Rögle BK tätig. 

### International
Für Schweden nahm Hjälm im Juniorenbereich an der U18-Junioren-Europameisterschaft 1981 sowie den U20-Junioren-Weltmeisterschaften 1982 und 1983 teil. Bei der U18-EM 1981 gewann er mit seiner Mannschaft die Bronzemedaille. 
Im Seniorenbereich stand er im Aufgebot seines Landes bei den Weltmeisterschaften 1985 und Eishockey-Weltmeisterschaft 1986 sowie bei den Olympischen Winterspielen 1984 in Sarajevo und 1988 in Calgary. Bei den Winterspielen 1984 und 1988 gewann er mit Schweden jeweils die Bronze-, bei der WM 1986 die Silbermedaille.

## Erfolge und Auszeichnungen
- 1987 Schwedischer Meister mit IF Björklöven
- 1992 Aufstieg in die Elitserien mit Rögle BK

### International
- 1981 Bronzemedaille bei der U18-Junioren-Europameisterschaft
- 1984 Bronzemedaille bei den Olympischen Winterspielen
- 1986 Silbermedaille bei der Weltmeisterschaft
- 1988 Bronzemedaille bei den Olympischen Winterspielen